# Chelonus knabi
Chelonus knabi är en stekelart som beskrevs av Henry Lorenz Viereck 1911. Chelonus knabi ingår i släktet Chelonus och familjen bracksteklar. Inga underarter finns listade i Catalogue of Life.